# La Loi des plus forts

La Loi des plus forts  (שלטון החוק, Shilton Ha Chok) est un film documentaire israélien écrit et réalisé par Ra'anan Alexandrowicz (he) en 2011. Il évoque le dispositif juridique israélien qui a légitimé la colonisation israélienne dans les territoires palestiniens.
Il a été présenté au Festival du film de Jérusalem 2011, où il a reçu le Prix du meilleur documentaire, et au Festival de Sundance 2012, où il a remporté le Prix du jury international.

## Synopsis
Le film traite du système judiciaire opéré par les forces armées israéliennes en Cisjordanie, territoire palestinien occupé illégalement occupé par Israël.

## Fiche technique
- Titre : The Law in These Parts
- Titre original : שלטון החוק, Shilton Ha Chok
- Réalisation : Ra'anan Alexandrowicz (he)
- Scénario : Ra'anan Alexandrowicz (he)
- Production : Liran Atzmor, B.Z. Goldberg, Martin Hagemann, Laura Poitras et Paul Saadoun
- Photographie : Shark De Mayo
- Montage : Neta Dvorkis
- Musique : Karni Postel
- Genre : film documentaire
- Langue : hébreu
- Durée : 98 minutes
- Pays d'origine : Israël
- Dates de sortie :
  - Israël : Festival international du film de Jérusalem 2011 : 13 juillet 2011
  - États-Unis : Festival de Sundance 2012 : 20 janvier 2012